# Maryse Ewanje-Epée
Maryse Ewanje-Epée (Poitiers, Francia, 4 de septiembre de 1964) es una atleta francesa retirada especializada en la prueba de salto de altura, en la que consiguió ser medallista de bronce europea en pista cubierta en 1989.

## Carrera deportiva
En el Campeonato Europeo de Atletismo en Pista Cubierta de 1989 ganó la medalla de bronce en el salto de altura, con un salto por encima de 1.91 metros, tras la rumana Galina Astafei y la noruega Hanne Haugland  (plata con 1.96 metros).